# Odessa Young

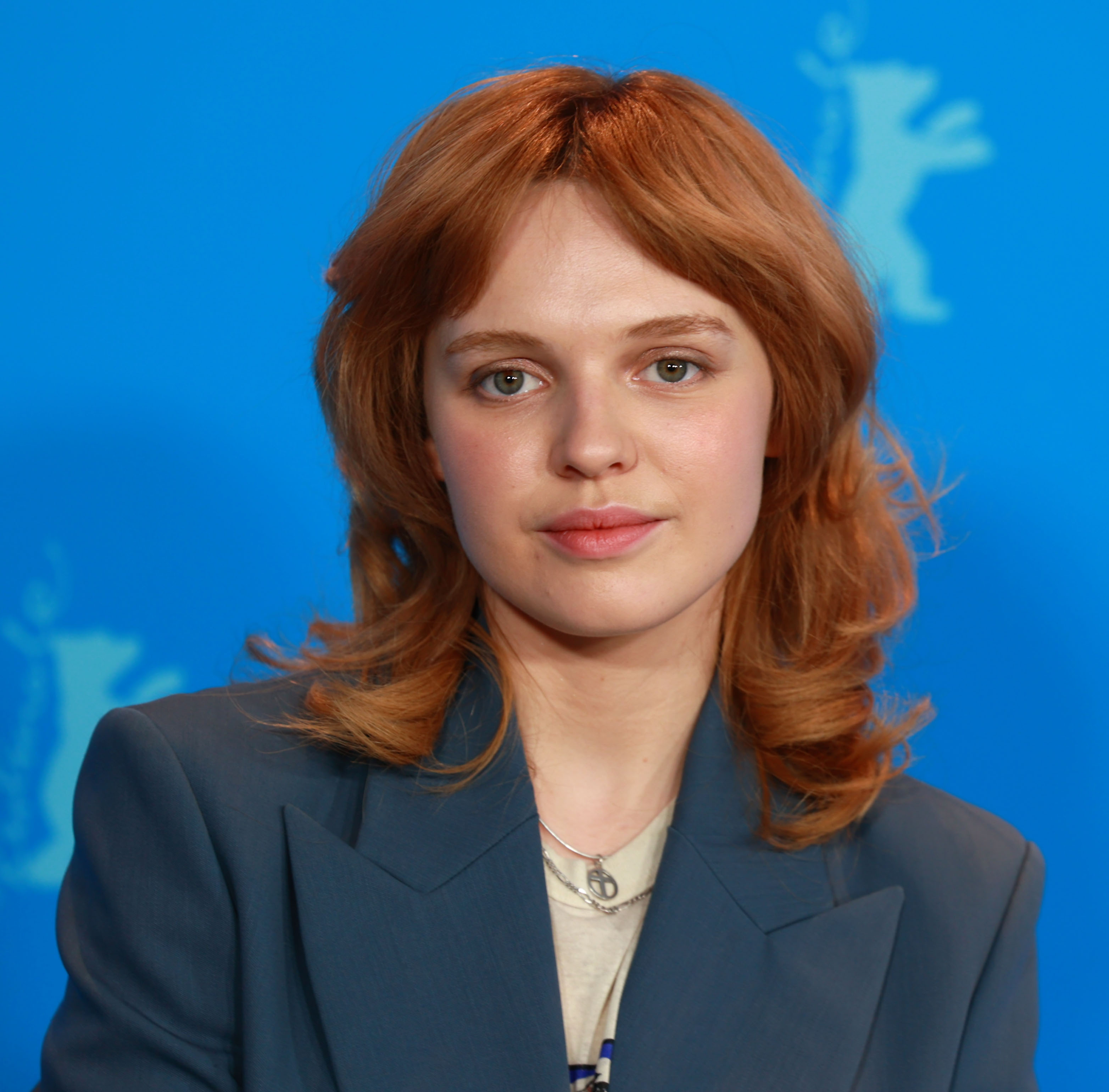
Odessa Young bei der Berlinale 2023

Odessa Young (* 11. Januar 1998 in Sydney) ist eine australische Filmschauspielerin.

## Leben
Odessa Young wurde 1998 in Sydney geboren. Ihren Vornamen hatte sie in Anlehnung an die gleichnamige Stadt in Ontario in Kanada erhalten, in der ihr Vater aufwuchs. Ihr Onkel ist der australisch-kanadische Schauspieler Aden Young. Als Young 11 Jahre alt war, begann sie nach der Schule Schauspielunterricht zu nehmen. Ihr Schauspiellehrer erzählte ihr von einem offenen Vorsprechen für eine Kinderfernsehshow namens My Place auf ABC-3, für die sie schließlich engagiert wurde. Zuvor hatte sie in dem Kurzfilm The Rose of Bad Ziz ihres Onkels mitgewirkt.
Nachdem sie in Looking for Grace (2015, Regie: Sue Brooks) und Die Wildente (2015, Regie: Simon Stone) gemeinsam mit Kollegen wie Geoffrey Rush, Sam Neill und Miranda Otto drehte, erhielt sie bald größere Rollen.

## Filmografie (Auswahl)

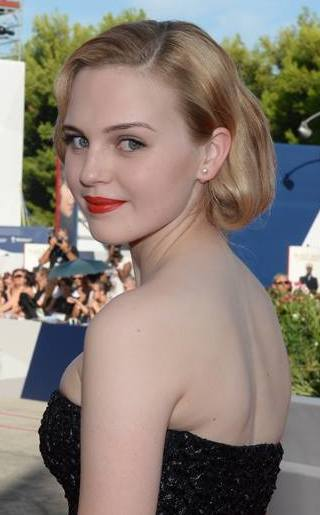
Odessa Young (2015)

- 2009: My Place (Fernsehserie, Folge 1x13)
- 2012: Tricky Business (Fernsehserie, 13 Folgen)
- 2013–2015: Wonderland (Fernsehserie, 3 Folgen)
- 2015: Looking for Grace
- 2015: Die Wildente (The Daughter)
- 2017: High Life (Fernsehserie, 6 Folgen)
- 2017: Sweet Virginia
- 2018: Assassination Nation
- 2018: Celeste
- 2018: The Professor (Richard Says Goodbye)
- 2018: A Million Little Pieces
- 2019: The Giant
- 2019: First Person: A Film About Love
- 2020: The Man in the Woods
- 2020: Shirley
- 2020: Acting for a Cause (Fernsehserie, Folge 1x01)
- 2020–2021: The Stand: Das letzte Gefecht (The Stand, Fernsehserie, 9 Folgen)
- 2021: Ein Festtag (Mothering Sunday)
- 2022: The Staircase (Fernsehserie, 8 Folgen)
- 2023: Manodrome
- 2024: The Damned
- 2024: The Order
- 2024: My First Film
- 2025: The Narrow Road to the Deep North (Miniserie, 5 Folgen)

## Auszeichnungen (Auswahl)
Australian Film Critics Association Award
- 2017: Auszeichnung als Beste Schauspielerin (Die Wildente)[3]

Florida Film Critics Circle Award
- 2020: Nominierung für den Nachwuchspreis (Shirley)[4]

Savannah Film Festival
- 2021: Auszeichnung mit dem Discovery Award (Mothering Sunday)[5]